# Moutiers-sous-Chantemerle
Moutiers-sous-Chantemerle ist eine Commune déléguée in der französischen Gemeinde Moncoutant-sur-Sèvre im Département Deux-Sèvres in der Region Nouvelle-Aquitaine. Sie hat 593 Einwohner (Stand: 1. Januar 2022). Die Einwohner werden Moutrains genannt.
Die Gemeinde Moutiers-sous-Chantemerle wurde am 1. Januar 2019 mit La Chapelle-Saint-Étienne, Moncoutant, Le Breuil-Bernard, Pugny und Saint-Jouin-de-Milly zur Commune nouvelle Moncoutant-sur-Sèvre zusammengeschlossen. Sie hat seither den Status einer Commune déléguée. Die Gemeinde Moutiers-sous-Chantemerle gehörte zum Arrondissement Parthenay sowie zum Kanton Cerizay.

## Geographie
Moutiers-sous-Chantemerle liegt etwa 18 Kilometer südsüdwestlich des Stadtzentrums von Bressuire. Umgeben wurde die Gemeinde Moutiers-sous-Chantemerle von den Nachbargemeinden La Forêt-sur-Sèvre im Norden, Moncoutant im Nordosten, Le Breuil-Bernard im Nordosten und Osten, La Chapelle-Saint-Étienne im Osten und Süden, Saint-Paul-en-Gâtine im Süden, Breuil-Barret im Südwesten sowie Saint-Pierre-du-Chemin im Westen.

## Bevölkerungsentwicklung

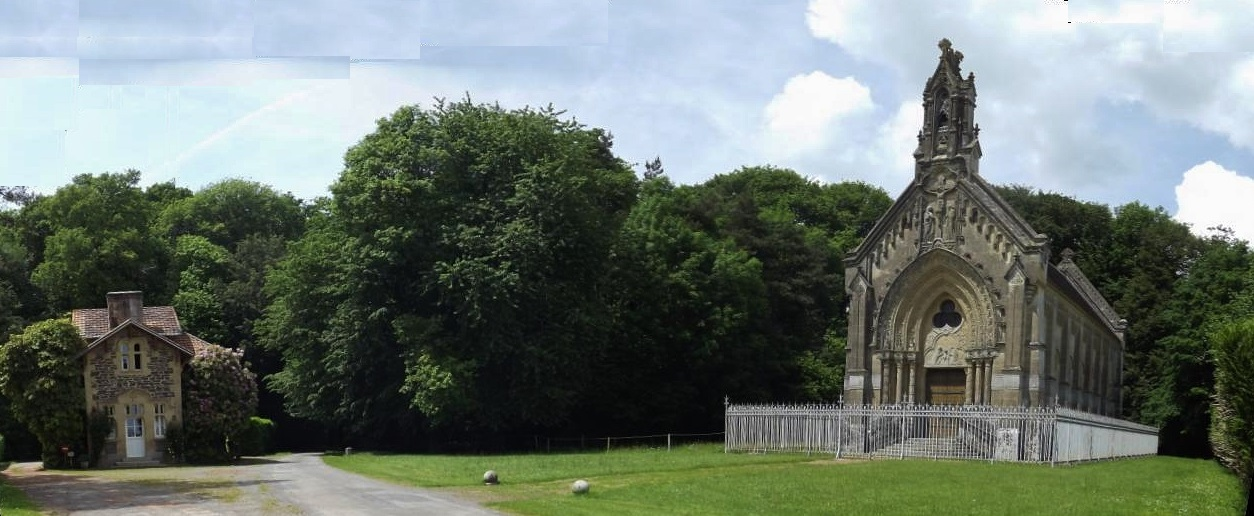
Ehemalige Schlosskapelle

| Jahr      | 1962 | 1968 | 1975 | 1982 | 1990 | 1999 | 2006 | 2013 |
| Einwohner | 967  | 880  | 825  | 744  | 714  | 654  | 621  | 602  |